# Луанг-пу Бунлыа Сулилат
Бунлы́а Сули́лат (7 июня 1932 — 10 августа 1996; известен также как Луанг-пу Бунлыа Сулилат, Луанг Пу Бун Лыа Сурират; тайск. หลวงปู่บุญเหลือ สุรีรัตน์, [luaŋ puː bunlɯːa suriːrat], англ. Luang Pu Bunleua Sulilat) — тайско-лаосский мистик, мифотворец, религиозный лидер и скульптор. Его руке принадлежат два художественных парка, содержащих монументальные фантастические бетонные композиции, вдохновлённые идеями и символикой буддизма и индуизма: Будда-парк (วัดเซียงควน), расположенный на лаосской стороне Меконга (в 25 км к юго-востоку от Вьентьяна), и Салакэуку (ศาลาแก้วกู่) — на тайской стороне (в 3 км к востоку от Нонгкхая).

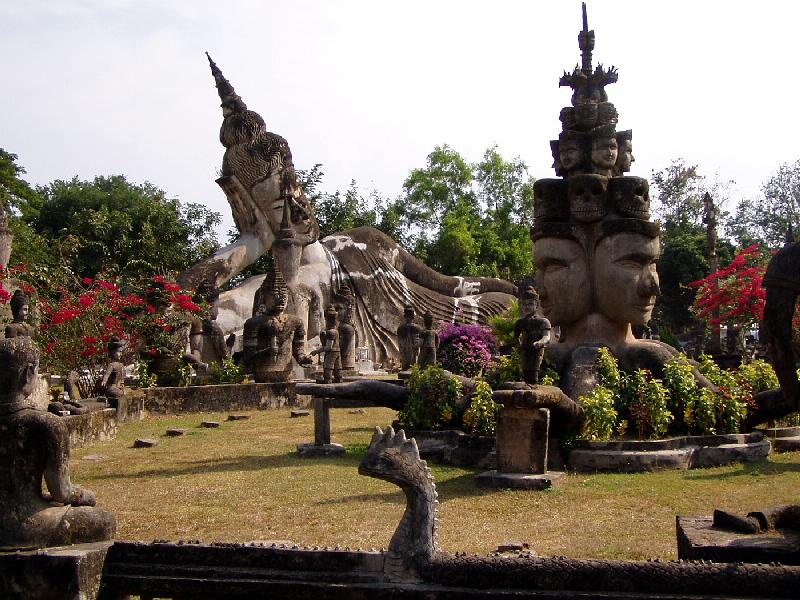
Будда-парк
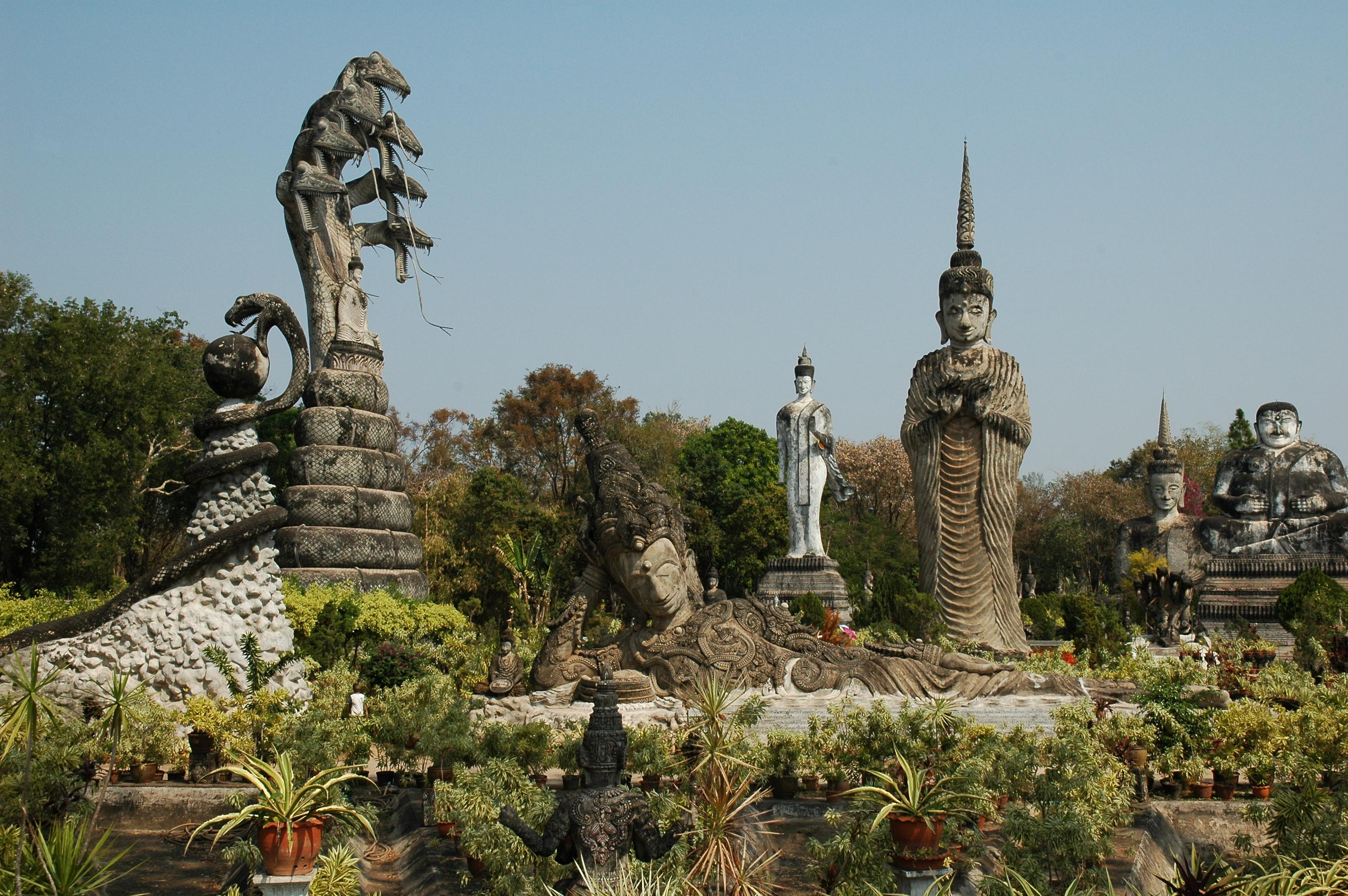
Салакэуку